# Joe Morgan
Joe Leonard Morgan (19 de setembro de 1943 – 11 de outubro de 2020) foi um jogador profissional de beisebol que atuou na Major League Baseball como segunda base. Jogou pelo Houston Astros, Cincinnati Reds, San Francisco Giants, Philadelphia Phillies e Oakland Athletics de 1963 até 1984. Venceu duas  World Series com os Reds em 1975 e 1976 e também foi indicado como MVP da National League nestes anos. Considerados como um dos grandes segunda-bases de todos os tempos, Morgan foi induzido ao Baseball Hall of Fame em 1990. Se tornou comentarista de beisebol da ESPN após sua aposentadoria e agora apresenta um programa de rádio transmitido nos EUA pela Sports USA. Foi também conselheiro dos Reds. Em 1999, ele foi colocado na lista da The Sporting News como um dos "100 Maiores jogadores de beiseball" de todos os tempos.
Morreu em 11 de outubro de 2020 em Danville, aos 77 anos, de polineuropatia.